# 伦策奈姆
伦策奈姆（法語：Rountzenheim，法語發音：[ʁuntsənaim]）是法国下莱茵省的一个市镇，位于该省东北部，属于阿格诺-维桑堡区。2019年，伦策奈姆与市镇奥厄奈姆合并为新市镇伦策奈姆-奥厄奈姆，伦策奈姆为新市镇行政中心。

## 地理
伦策奈姆（48°49'9"N, 8°0'23"E）面积6.67 平方千米，位于法国大東部大區下莱茵省，该省份为法国大陆部分最东部的省份，是阿尔萨斯的一部分，今与上莱茵省组成了阿尔萨斯欧洲集体，其南至上莱茵省，西南接孚日省和默尔特-摩泽尔省，西接摩泽尔省，北与德国接壤，东侧沿莱茵河与德国相望。
与伦策奈姆接壤的市镇（或旧市镇、城区）包括：奥厄奈姆、塞瑟奈姆、什塔特马滕、阿格诺、勒伊特奈姆、勒什沃格、苏夫勒奈姆。
伦策奈姆的时区为UTC+01:00、UTC+02:00（夏令时）。

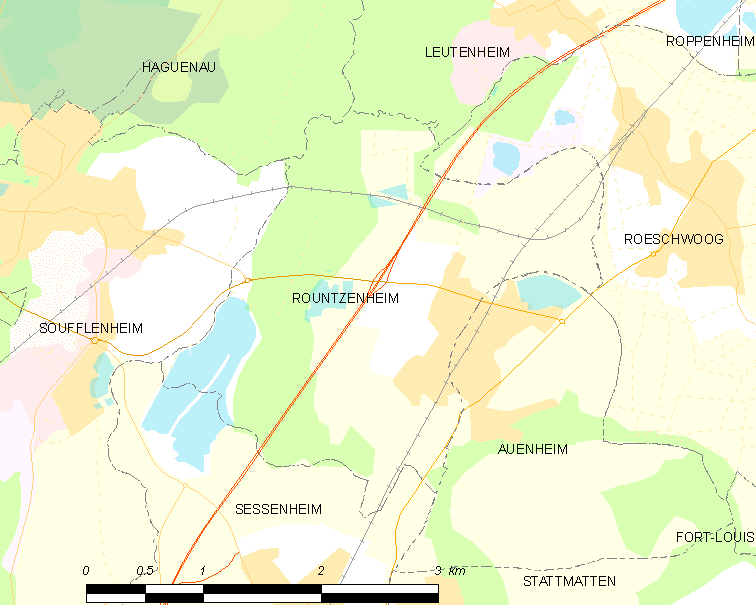
伦策奈姆的OSM定位图

## 行政
伦策奈姆的邮政编码为67480，INSEE市镇编码为67418。

## 政治
伦策奈姆所属的省级选区为比什维莱尔县。

## 人口

1962-2008年间伦策奈姆人口变化图示

伦策奈姆于2018年1月1日时的人口数量为1042人。

## 交通
法国国家A35号高速公路经过伦策奈姆并设有55号出入口。下莱茵省省道D463和D1063线伦策奈姆交汇。